# Jack Lahne
Jack Lahne, né le 24 octobre 2001, est un footballeur suédois qui joue au poste d'attaquant au SC Austria Lustenau.

## Carrière

### Brommapojkarna
Jack fait ses débuts professionnels avec Brommapojkarna à l'âge de 15 ans dans un match de Svenska Cupen contre l'IFK Norrköping en mars 2017,. Lahne fait ses débuts en Superettan au cours de l'été suivant. Il marque son premier but lors d'un match de Superettan contre Åtvidabergs IF en juillet 2017, faisant de lui le plus jeune buteur du club[réf. nécessaire] à l'âge de 15 ans et 271 jours. À la fin de la saison 2017, Brommapojkarna remporte la promotion en Allsvenskan.
Au cours de la saison d'Allsvenskan 2018, Jack Lahne marque 4 buts en 19 matchs alors que Brommapojkarna est relégué en Superettan après avoir perdu lors des playoffs de relégation contre l'AFC Eskilstuna, dans lequel Lahne marque un but.

### Amiens
En janvier 2019, Lahne rejoint l'Amiens SC en prêt jusqu'à la fin de la saison 2018-2019 de Ligue 1. Le jour de l'échéance, le 4 avril 2019, l'accord de prêt est converti en un transfert permanent, avant même que Lahne n'ait eu la chance de jouer pour Amiens.
Lahne marque son premier but en Ligue 1 pour Amiens lors de son premier match dans cette compétition, contre le Montpellier HSC au Stade de la Mosson, le 30 novembre 2019. Malgré ce but, son club perdra la rencontre 4-2.

#### Prêt à AIK
Le 4 avril 2019, le même jour où Amiens annonce l'achat de Lahne, il est prêté au champion d'Allsvenskan en titre, l'AIK, jusqu'au 31 juillet 2019,. Néanmoins le 1er juillet 2019, Amiens exerce son option de résilier prématurément l'accord de prêt de Lahne avec AIK.

#### Prêt à Örebro SK
Le 28 février 2020, Lahne rejoint l'Örebro SK en prêt jusqu'à l'été 2020.

#### Prêt au Botev Plovdiv
Le 23 février 2022, Lahne est prêté au club bulgare du Botev Plovdiv. Il est buteur pour sa première apparition sous le maillot du club bulgare face au Lokomotiv Plovdiv (22e journée, victoire 2-1). Au terme de la saison régulière, Plovdiv est troisième du championnat. Une nouvelle fois troisième après les play-offs, le club dispute un barrage, qu'il remporte face au PFK Beroe Stara Zagora (2-1), et se qualifie pour le deuxième tour de qualification de la Ligue Europa Conférence 2022-2023. Lors de cette deuxième partie de saison, Lahne participe à dix rencontres, en débutant seulement deux, pour deux buts inscrits.

## Vie privée
Originaire de Zambie, Jack Lahne est adopté en Suède à un âge précoce.